# Julia et Roem
Julia et Roem est un album de bande dessinée de science-fiction paru en 2011 aux éditions Casterman écrit et dessiné par Enki Bilal. 
C’est le deuxième ouvrage après Animal’z de la trilogie Coup de sang. La bande dessinée se présente en trois parties.

## Résumé
La bande dessinée qui précède Julia et Roem dans la trilogie Coup de sang se nomme Animal’z. Elle relate des conséquences environnementales catastrophiques du « coup de sang » qu’a subit la terre. Des déserts ont surgi, des mers ont disparu, etc. L’histoire se situe dans un univers post-apocalyptique. La planète vient a s’apaiser mais l’instinct de survie individuel des personnages reste omniprésent. L’histoire commence en plein désert de Gobi où l’on rencontre Lawrence, un ancien aumônier militaire au volant de sa Ferrari solaire. A travers sa route, il rencontre Roem et Merkt en piteux état, déshydratés. Il les sauve de la mort ainsi qu’un rapace blessé à  l’aile par un fusil. Les trois personnages font la rencontre de Tybb qui les amène dans un hôtel en ruine d’Abu Dhabi ou logent quatre autres survivants.
Dans la deuxième partie du livre, Lawrence Roem et Merkt font la rencontre des autres survivants. Un regard fusionnel est échangé entre Roem et Julia. Les personnages ne veulent pas échanger sur leurs passés. Seul, plus tard dans la soirée Roem et Julia s’embrassent et passent la nuit ensemble. Le jour suivant les deux amants ne comprennent pas leur relation et la situation nouvelle qui s’offre à eux. Tybb qui a découvert la liaison entre les deux amants demande à Roem et Merkt de quitter les lieux. Une dispute se crée entre Tybb et Merkt qui est tué par Tybb. Roem, fou de rage se bat avec Tybb qui tombe de la terrasse et fait une chute de plusieurs étages. Roem s’enfuit.
Lawrence est rentré de son tour d’hélicoptère avec Parrish avec la conviction qu’il s’est passé quelque chose. Julia cache ses sentiments lorsqu’elle apprend la blessure de Roem. Tybb est enterré. Roem retrouve Julia la nuit alors qu’elle faisait un cauchemar. Lawrence met en place un plan pour sauver l’amour entre Roem et Julia. Il met en place un système pour que le jeune amant puisse rester en contact avec lui grâce à un talkie-walkie fixé au rapace qu’il a sauvé dans la première partie. De ce fait, il pourra faire croire aux autres qu’il est mort. Lawrence de son côté suspend la vie de Julia pendant quelque temps grâce à une pilule. Le rapace chargé de la connexion entre Roem et Lawrence s’envole. La connexion entre les deux personnages est coupée. Roem, affolé par la mort de Julia s’empare de son corps sans vie sur la tombe sous le regard de Parrish, contraint de lui laisser sa liberté, et Lawrence.
Roem accompagné de Julia sur les genoux en attente de son réveil sont de retour dans la voiture de Lawrence sur la route. Le calme semble être revenu sur terre.

## Personnages
L’identité de chaque personnage est associée à ceux de l’œuvre de William Shakespeare, Roméo et Juliette. L'auteur transforme le nom des personnages en les laissant toutefois reconnaissables.
- Lawrence : Cet ancien aumônier militaire est probablement le guide de cette histoire. C'est lui qui sauvera la vie de Roem et Merkt. Laurent dans Roméo et Juliette, lui seul a compris la relation entre les personnages de Julia et Roem et de ceux de Roméo et Juliette. Dans l’ouvrage d’Enki Bilal, il comprend qu'ils revivent la pièce de William Shakespeare.
- Roem :  assimilé à Roméo dans l’œuvre de Shakespeare est au début de l'histoire en train de mourir en plein désert. Il rêvait d'une grande histoire d'amour selon lui « celle qui tue ». Il est finalement sauvé par Lawrence. Plus tard, il rencontrera Julia. Ils tomberont amoureux l’un de l’autre.
- Julia : On peut la mettre en relation avec Juliette de Shakespeare. Elle vit dans un hôtel en ruine en plein désert de Gobi. Elle est prête à se marier avec Kyle, sous la volonté de son père, mais elle tombe amoureuse de Roem et désire plus que tout partir avec lui.
- Merkt : Associé à Mercutio dans l’œuvre de Shakespeare, il débute l'histoire aux côtés de Roem, son meilleur ami. Il est lui aussi sauvé par Lawrence, mais sera assassiné par Tybb.
- Tybb : Associé à Tybalt dans la pièce de Shakespeare. Il assassine Merkt et sera tué par Roem.
- Kyle Parrish : Personnage dénommé Pâris dans Roméo et Juliette, amoureux de Julia, il la demande en mariage.

## Illustrations
Enki Bilal, par ses illustrations aux couleurs sombre et triste décrit un environnement hostile et opaque à la suite du coup de sang. Lorsque la mort des personnages approche, la couleur rouge devient de plus en plus présente dans ses illustrations. La couleur bleue, faisant penser au regard dans les lunettes de l’aumônier, ainsi qu'au ciel et à l'eau représentant la vie est une note de d'espoir.